# Петров, Борис Дмитриевич
Борис Дмитриевич Петров (4 марта 1904, Москва—15 января 1991, Москва) — советский организатор здравоохранения, историк медицины, доктор медицинских наук (1963), профессор (1960), член-корреспондент АМН СССР (1969).

## Биография
В 1927 году окончил медицинский факультет 2-го МГУ, работал на кафедре социальной гигиены (1927—1929, 1931—1937). В 1929—1931 годах — старший научный сотрудник Коммунистической академии.
В 1937—1947 годах — ответственный организатор, заведующий сектором, заведующий отделом здравоохранения ЦК ВКП(б).
В 1948—1953 годах — директор 1-го ММИ, в 1953—1956 годах — заведующий кафедрой истории медицины 1-го ММИ. Одновременно в 1948-1953 годах — заведующий кафедрой организации здравоохранения ЦИУВ.
В 1949—1989 годах — заведующий отделением истории медицины и здравоохранения Института организации здравоохранения и истории медицины АМН СССР.
Научные работы Петрова посвящены истории российской медицины, теории и истории профилактики, истории санитарного законодательства и социальной гигиены, анализу творчества Галена, Ибн Сины, Леонардо да Винчи, И. И. Мечникова, Ф. Ф. Эрисмана, Н. А. Семашко и других деятелей медицины.
Заместитель председателя правления Всесоюзного научного общества гигиенистов и историков медицины.
Похоронен на Введенском кладбище (1 уч.).

## Научные труды
- История медицины. — М.: Государственное издательство медицинской литературы, 1954. — 284 с., 1000 экз.
- Очерки истории отечественной медицины. — М.: Медгиз, 1962. — 149 с.
- Этюды о природе человека. — М.: Медгиз, 1962.
- История медицины СССР. — М., 1964.
- З. П. Соловьёв. — М.: Медицина, 1967. — 64 с.
- Ф. Ф. Эрисман. — М.: Медицина, 1970. — 63 с.
- Н. А. Семашко. — М.: Медицина, 1974. — 206 с.
- Ибн Сина (Авиценна). — М.: Медицина, 1980. — 151 с. 11000 экз.
- С. П. Боткин — жизнь и деятельность. — М.: Медицина, 1982. — 140 с., ил.
- От Гиппократа до Семашко. — М.: Медицина, 1990.